# Villars (Dordogne)
Villars (okzitanisch Vilars) ist eine französische Gemeinde mit 464 Einwohnern (Stand 1. Januar 2022) im Nordosten des Départements Dordogne, Region Aquitanien. Sie gehört zum  Arrondissement Nontron und zum Kanton Brantôme en Périgord. Zuständiger Gemeindeverband ist die Communauté de communes Dronne et Belle. Die Einwohner werden als Villarsais bzw. Villarsaises bezeichnet.
Villars ist Grenzgemeinde zum Regionalen Naturpark Périgord-Limousin.

## Etymologie
Der Name der Gemeinde stammt aus dem Okzitanischen. Vilar (hier im Plural Vilars) bedeutet Dorf, Weiler oder generell Ansiedlung.

## Geographie

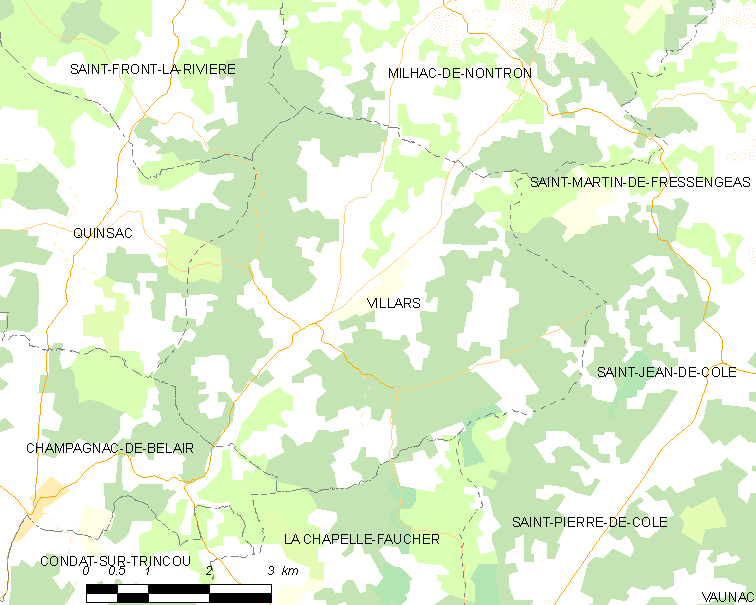
Lagekarte von Villars

Villars liegt 10 Kilometer nordöstlich von Brantôme und 13 Kilometer westlich von Thiviers (Luftlinie). Die Gemeinde wird von folgenden Nachbargemeinden umgeben:
| Saint-Front-la-Rivière | Milhac-de-Nontron                           | Saint-Martin-de-Fressengeas |
| Quinsac                | Kompassrose, die auf Nachbargemeinden zeigt | Saint-Jean-de-Côle          |
| Champagnac-de-Belair   | La Chapelle-Faucher                         | Saint-Pierre-de-Côle        |

Neben dem Ortskern besteht die Gemeinde aus folgenden Geländepunkten, Weilern, Gehöften, einer (mittlerweile verfallenen) Abtei und einem Schloss:
Bionac, Bironnaud, Boschaud, Chabaneau, Château de Puyguilhem, Cirier-Bossu, Forêt de Lafarge, Gaillarde, Grottes de Villars, La Barbinie, La Barde, La Chaboussie, La Croix des Jarthes, La Gerbonnie, La Gorce, La Gourelle, La Peyzie, La Privadie, La Puychardie, Lafarge, Laschenaud, Lasmanas, Lavergne, Le Bois Vieux, Le Brandeau, Le Chatenet, Le Cheyroux, Le Combeau, Le Cluzeau, Le Lumeyrac, Le Petit Chatenet, Le Pré du Pontau, Les Boussarias, Les Peycharias, Les Rebières, Les Sablières, Les Thomas, Les Vergnes, Maison Grande, Maison Neuve, Murat, Piche-Sèvre, Pressillac, Puy Chaud, Puyfavard, Puyjaloux, Puyruffet, Sefon und Tranchillon.
Der topographisch tiefste Punkt im Gemeindegebiet mit 125 Meter liegt im Südwesten in der Nähe von La Gorce; hier verlässt der Trincou die Gemeinde in südwestlicher Richtung. Der höchste Punkt mit 240 Meter befindet sich bei Piche-Sèvre an der Ostgrenze. Der maximale Höhenunterschied beträgt somit 115 Meter.

### Verkehrsanbindung
Den Ortskern erreicht die von Nordosten kommende D 82, die an die D 707 von Saint-Pardoux-la-Rivière nach Thiviers anbindet. Die D 82 E führt durchs Trincoutal von Milhac-de-Nontron nach Villars. Im Ortskern treffen ferner die D 3 aus Nontron und die D 68 aus Saint-Pierre-de-Côle ein. Die D 3 verläuft anschließend weiter durchs südliche Trincoutal in Richtung La Chapelle-Faucher. Im Ostteil der Gemeinde zweigt die D 98 in östlicher Richtung von der D 86 nach Saint-Jean-de-Côle ab. Dieselbe D 98 verlässt hinter dem Schloss Puyguilhem die D 3 nach Westen und biegt Richtung Quinsac ab.

### Fernwanderweg
Der von Saint-Jean-de-Côle kommende Fernwanderweg GR 436 durchquert die Gemeinde von Ost nach West und führt weiter in Richtung Champagnac-de-Belair und Brantôme.¨

### Bodenbedeckung

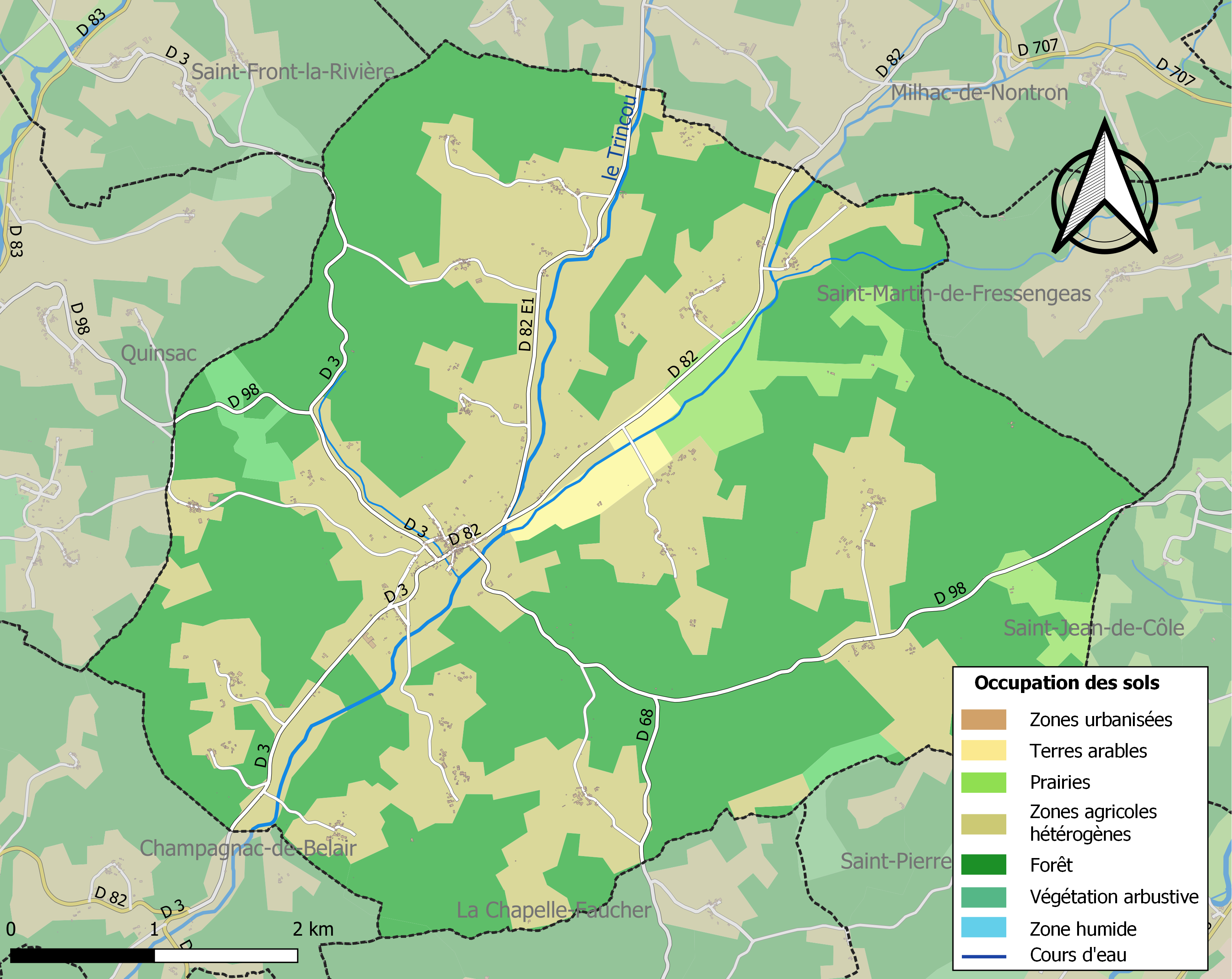
Bodenbedeckung in Villars

Die Bodenbedeckung der Gemeinde Villars schlüsselt sich im Jahr 2018 gemäß der europäischen Datenbank CORINE Land Cover (CLC) wie folgt auf:
- Wälder – 56,9 %
- heterogene landwirtschaftliche Nutzung – 37,1 %
- Wiesen – 3,4 %
- Ackerbau – 1,4 %
- Buschwerk – 1,3 %

Die forstwirtschaftliche Nutzung steht im Vordergrund. Der Anteil der Waldflächen (Wälder und Buschwerk) hat sich seit 1990 nur wenig verändert, er hat sich von 58,8 % auf 58,2 leicht reduziert.

## Klima
Villars besitzt ein abgeschwächtes ozeanisches Klima, das sich durch folgende Parameter auszeichnet:
| Klimaparameter im Zeitraum 1971-2000 - Jahresmittel: 12,2 °C - Anzahl der Tage unter −5 °C: 3,7 - Anzahl der Tage oberhalb 30 °C: 7,4 - Maximum im Tages-Temperaturunterschied: 15,0 °C - Jahresniederschlag: 951 mm - Niederschlagstage im Januar: 13,2 - Niederschlagstage im Juli: 7,1 |

Durch den Klimawandel zeichnen sich Erhöhungen im Jahresmittel ab, die sich bereits auch bemerkbar machen. So ist beispielsweise an der 61 Kilometer entfernten Wetterstation am Flughafen von Limoges-Bellegarde das langjährige Jahresmittel von 11,2 °C für 1971-2000 über 11,4 °C für 1981-2010 auf 11,8 °C für 1991-2020 angestiegen – ein Zuwachs um 0,6 °C innerhalb von 20 Jahren.

## Hydrographie

Hydrographische Karte von Villars

Die Gemeinde Villars wird in etwa mittig vom Trincou in südsüdwestlicher Richtung entwässert. Kurz vor dem Ortskern nimmt der Trincou als linken Seitenarm den aus Nordosten kommenden Bach Ruisseau de l'Etang Rompu auf. Ein nach Westsüdwest verlaufendes Trockental bildet die Südgrenze der Gemeinde mit La Chapelle-Faucher, dieses mündet dann linksseitig in den Trincou (bereits im Gemeindegebiet von Champagnac-de-Belair). Im Ortskern nimmt der Trincou ferner einen kleinen, von Nordwesten kommenden, rechtsseitigen Seitenbach auf, der am Schloss Puyguilhem vorbeifließt.
Der Trincou gehört zum Flusssystem Isle-Dronne.
Die Gesamtlänge des Entwässerungsnetzes in der Gemeinde Villars beträgt 13 Kilometer.

## Geologie

Geologische Karte von Villars

Das Gemeindegebiet von Villars wird vollständig von flachliegenden Sedimentgesteinen des nordöstlichen Aquitanischen Beckens unterlagert. 
Die ältesten Schichtfolgen stammen aus dem Dogger, genauer aus dem Oberen Bajocium (Formation j1c-2a). Abgelagert wurden Oolithkalke, zu sehen bei Le Cluzeau und an der Villars-Höhle. Hierauf folgen kryptokristalline Kalke, bioklastische Kalke und teils Lignit-führende Tonsteine des Unteren Bathoniums (Vorkommen bei Maison Neuve – Formation j2b); dessen Kalke können stellenweise auch rekristallisiert vorliegen. Der Dogger endet mit kryptokristallinen Kalken von teils kreidigem Charakter und grobdetritischen Kalken des Oberbathons (bei Les Thomas – Formation j2-6(a)). Über den Dogger transgredierte sodann das Cenomanium hinweg (Formation c1-2). Das Cenoman besteht aus grünen, Austern-führenden Mergeln, Feinsanden und sandigen Alveolinenkalken. Es unterlagert den Ortskern und säumt oberhalb vom Ort die linke Talseite des Trincous und die linke Talseite des Ruisseau de l'Etang Rompu. Auf das Cenomanium folgt konkordant das Turonium mit den Kreidekalken des Ligériens (Villars-Formation – Formation c3a) und den Rudistenkalken des Angoumiens (Formationen c3b und c3c). Die oberste Schichtstufe besteht aus harten, kristallinen Kalken des Coniaciums, zu sehen im Süden bei La Gorce (Formation c4).
Die jurassisch-kretazische Schichtfolge wird auf Höhenlagen großteils von tertiären Hüllsedimenten verdeckt (Formation Fs), beginnend mit wahrscheinlich aus dem Eozän stammendem Kolluvium (umgelagert während des Pleistozäns), das seinerseits von altpleistozänem Alluvium (Flussschotter, Zungen bei La Peyzie, Puy Chaud, Puyfavard und Tranchillon – Formation CF) überlagert wird. Südlich des Ortskerns befindet sich am Trincou eine würmzeitliche Schotterterrasse (Formation Fw). Hangschuttlagen entlang des Trincous und des Ruisseau de l'Etang-Rompu gehen ebenfalls in die letzte Eiszeit zurück (Formation GP).
Mehrere kleinere Störungen queren den Schichtverband. Der Ortskern wird beispielsweise mittels NO- und O-streichender Störungen horstartig angehoben und auch der Südwesten bei Pressillac und Cirier-Bossu ist ein strukturelles Hoch, welches von zwei SO-streichenden Verwerfungen begrenzt wird.

## Geschichte
Die Anwesenheit des Menschen lässt sich anhand von Tierdarstellungen in der Villars-Höhle bis ins Untere Magdalenien zurückverfolgen (circa 17.000–15.000 Jahre BP). Die romanische Kirche Saint-Martial wurde im 12. Jahrhundert errichtet. Im Jahr 1154 gründeten die Zisterzienser die Abtei Boschaud, welche aber im Verlauf des 16. Jahrhunderts während der französischen Religionskriege und im 17. Jahrhundert während der Fronde wieder zerstört wurde. Das Schloss Puyguilhem wurde im 16. Jahrhundert erbaut.

## Bevölkerungsentwicklung
| Jahr | Einwohner |  |
| 1962 | 802       |  |
| 1968 | 735       |  |
| 1975 | 647       |  |
| 1982 | 586       |  |
| 1990 | 568       |  |
| 1999 | 526       |  |
| 2006 | 489       |  |
| 2007 | 484       |  |
| 2008 | 479       |  |
| 2010 | 458       |  |
| 2013 | 476       |  |
| 2016 | 467       |  |
| 2018 | 458       |  |
| 2019 | 454       |  |

Quelle: INSEE
Die Bevölkerung ist in Villars seit 1962 ständig rückläufig, der Verfall hat sich aber seit 1982 etwas abgebremst.

## Verwaltung
Bürgermeister in Villars ist seit Mai 2020 der parteilose Jacky Faye.

## Präsidentschaftswahlen 2022
| Kandidaten                       | Kandidaten            | Parteien                      | Parteien            | 1. Wahlgang | 1. Wahlgang | 2. Wahlgang | 2. Wahlgang |
| Kandidaten                       | Kandidaten            | Parteien                      | Parteien            | Stimmen     | %           | Stimmen     | %           |
| -------------------------------- | --------------------- | ----------------------------- | ------------------- | ----------- | ----------- | ----------- | ----------- |
|                                  | Marine Le Pen         | Front national                | FN                  | 89          | 27,55 %     | 141         | 54,86 %     |
|                                  | Emmanuel Macron       | En marche !                   | EM                  | 61          | 18,89 %     | 116         | 45,14 %     |
|                                  | Jean-Luc Mélenchon    | Front de gauche               | FDG                 | 70          | 21,67 %     |             |             |
|                                  | Éric Zemmour          | Reconquête                    |                     | 19          | 5,88 %      |             |             |
|                                  | Valérie Pécresse      | Les Républicains              | LR                  | 17          | 5,26 %      |             |             |
|                                  | Jean Lassalle         | Résistons !                   | R                   | 27          | 8,36 %      |             |             |
|                                  | Anne Hidalgo          | Parti socialiste              | PS                  | 15          | 4,64 %      |             |             |
|                                  | Fabien Roussel        | Parti communiste français     | PC                  | 11          | 3,41 %      |             |             |
|                                  | Nicolas Dupont-Aignan | Debout la République          | DLR                 | 6           | 1,86 %      |             |             |
|                                  | Yannick Jadot         | Europe Écologie-Les Verts     | EELV                | 7           | 2,17 %      |             |             |
|                                  | Nathalie Arthaud      | Lutte Ouvrière                | LO                  | 0           | 0,00 %      |             |             |
|                                  | Philippe Poutou       | Nouveau Parti anticapitaliste | NPA                 | 1           | 0,31 %      |             |             |
|                                  |                       |                               |                     |             |             |             |             |
| Gesamt                           | Gesamt                | Gesamt                        | Gesamt              | 323         | 100 %       | 257         | 100 %       |
|                                  |                       |                               |                     |             |             |             |             |
| Gültige Stimmen                  | Gültige Stimmen       | Gültige Stimmen               | Gültige Stimmen     | 323         | 95,28 %     | 257         | 82,11 %     |
| Ungültige Stimmen                | Ungültige Stimmen     | Ungültige Stimmen             | Ungültige Stimmen   | 16          | 4,72 %      | 56          | 17,89 %     |
| Wahlbeteiligung                  | Wahlbeteiligung       | Wahlbeteiligung               | Wahlbeteiligung     | 339         | 87,82 %     | 313         | 81,09 %     |
| Enthaltungen                     | Enthaltungen          | Enthaltungen                  | Enthaltungen        | 47          | 12,18 %     | 73          | 18,91 %     |
| Registrierte Wähler              | Registrierte Wähler   | Registrierte Wähler           | Registrierte Wähler | 386         |             | 386         |             |
|                                  |                       |                               |                     |             |             |             |             |
| Quelle: Ministère de l'Intérieur |                       |                               |                     |             |             |             |             |

Die Präsidentschaftswahlen 2022 in Villars konnte Marine Le Pen für sich entscheiden.

## Wirtschaft

### Beschäftigung
Im Jahr 2015 betrug die erwerbsfähige Bevölkerung zwischen 15 und 64 Jahren 209 Personen bzw. 44,0 % der Gesamtbevölkerung. Seit 2010 ist die Zahl der Arbeitslosen von 14 auf 22 angestiegen und die Arbeitslosenquote liegt somit jetzt bei 10,3 %.

### Unternehmen
Am 31. Dezember 2015 waren 62 Unternehmen in Villars ansässig, davon 29 im Sektor Handel, Transport oder Dienstleistungen, 11 im Baugewerbe, 10 in Landwirtschaft, Forsten und Fischerei, 8 im Sektor Verwaltung, Bildung, Gesundheit oder Soziales und 4 in der Industrie.

## Sehenswürdigkeiten
- Romanische Wehrkirche Saint-Martial
- Zisterzienserabtei Boschaud
- Schloss Puyguilhem, seit 1992 als Monument historique geschützt
- Villars-Höhle

## Photogalerie

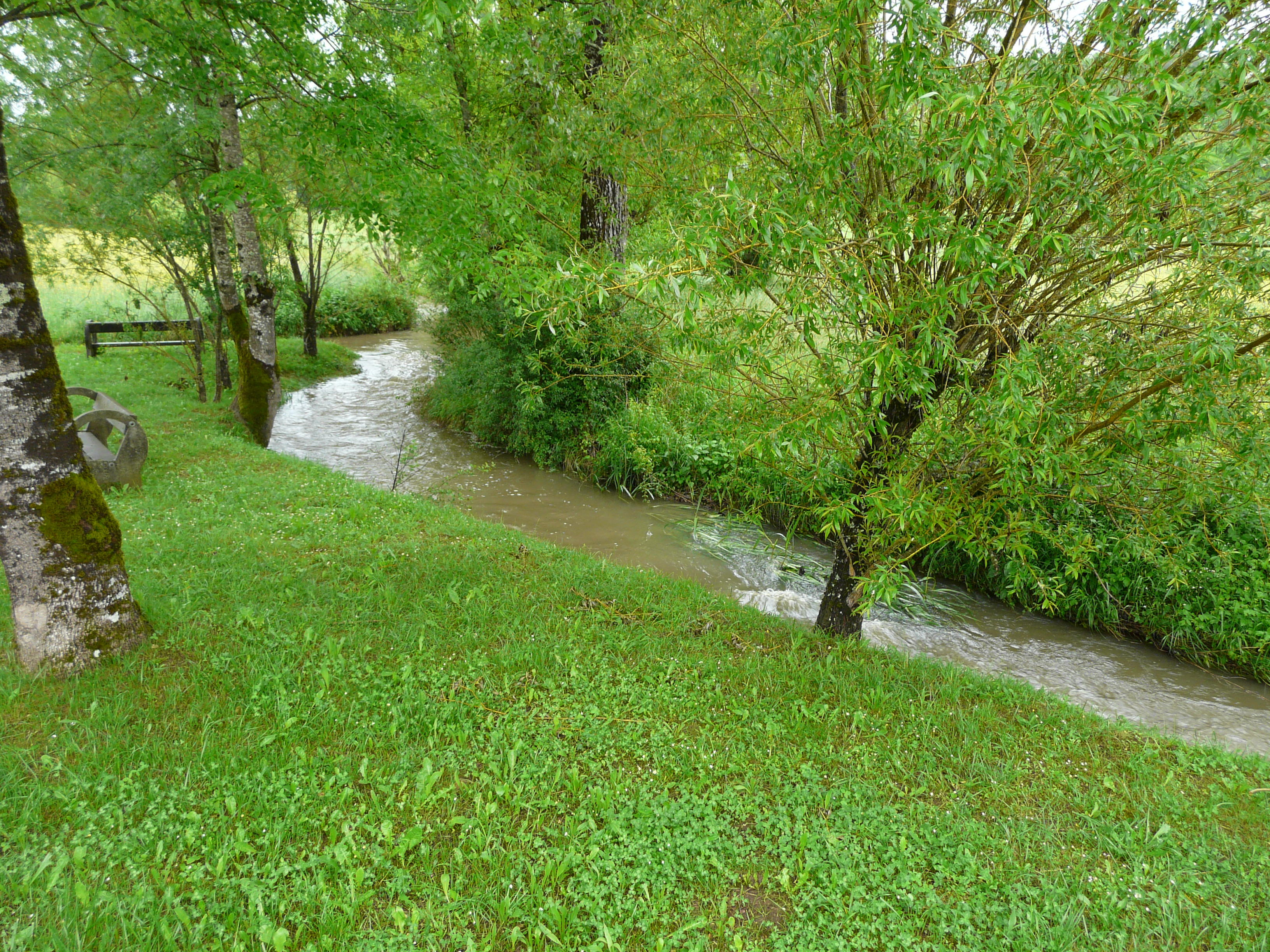
Der Trincou bei Bironnaud
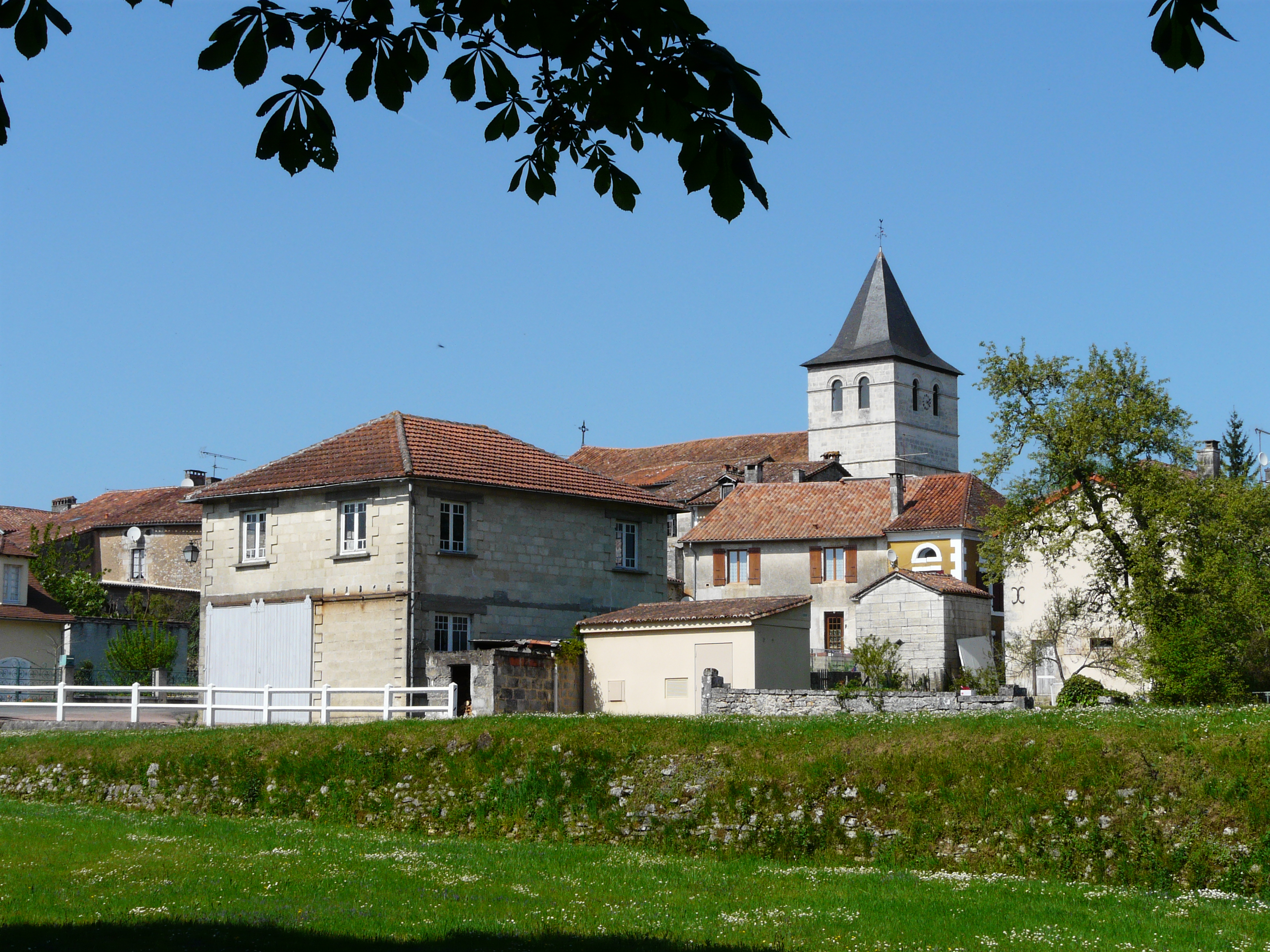
Ortskern von Osten
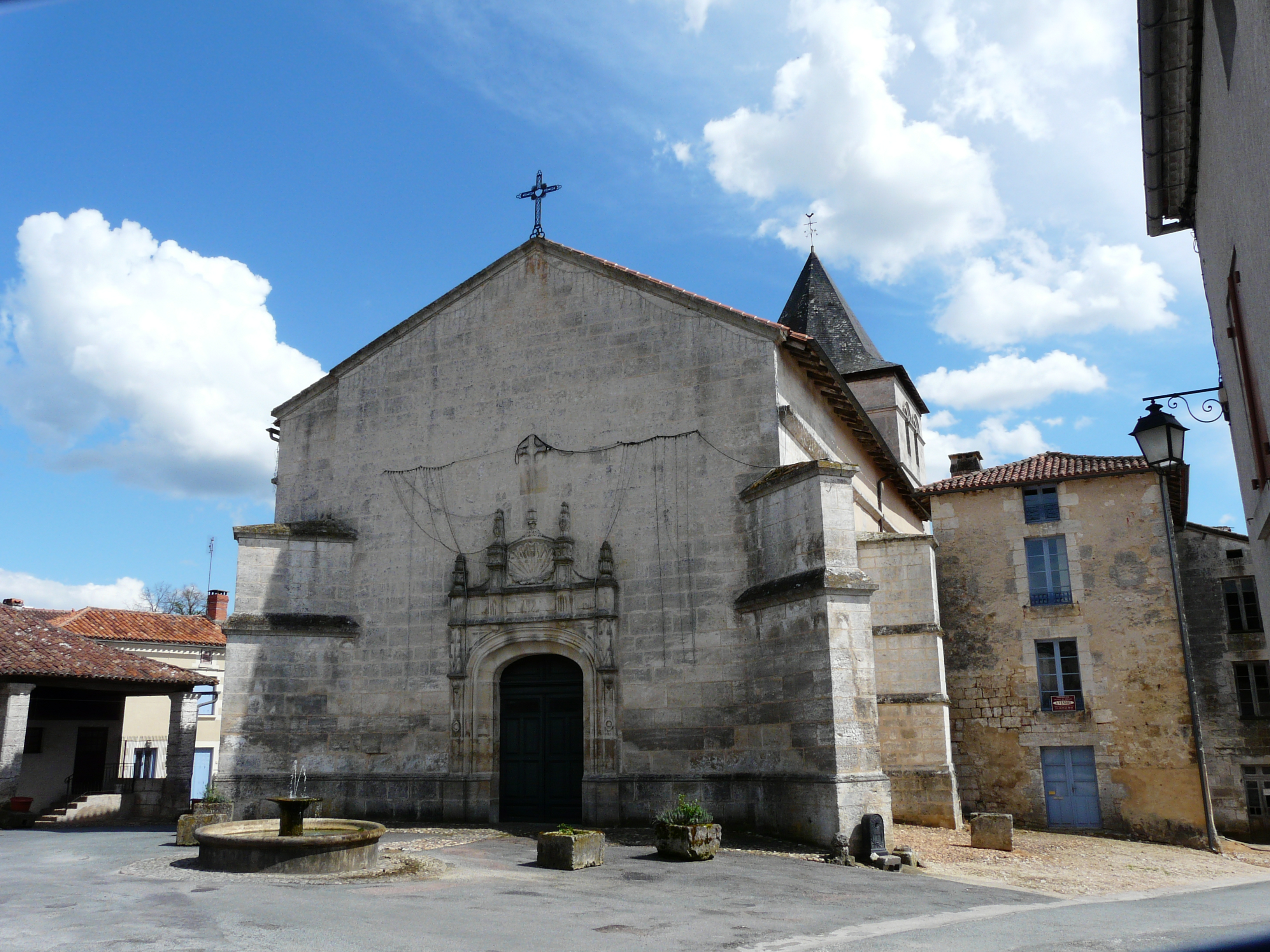
Wehrkirche Saint-Martial
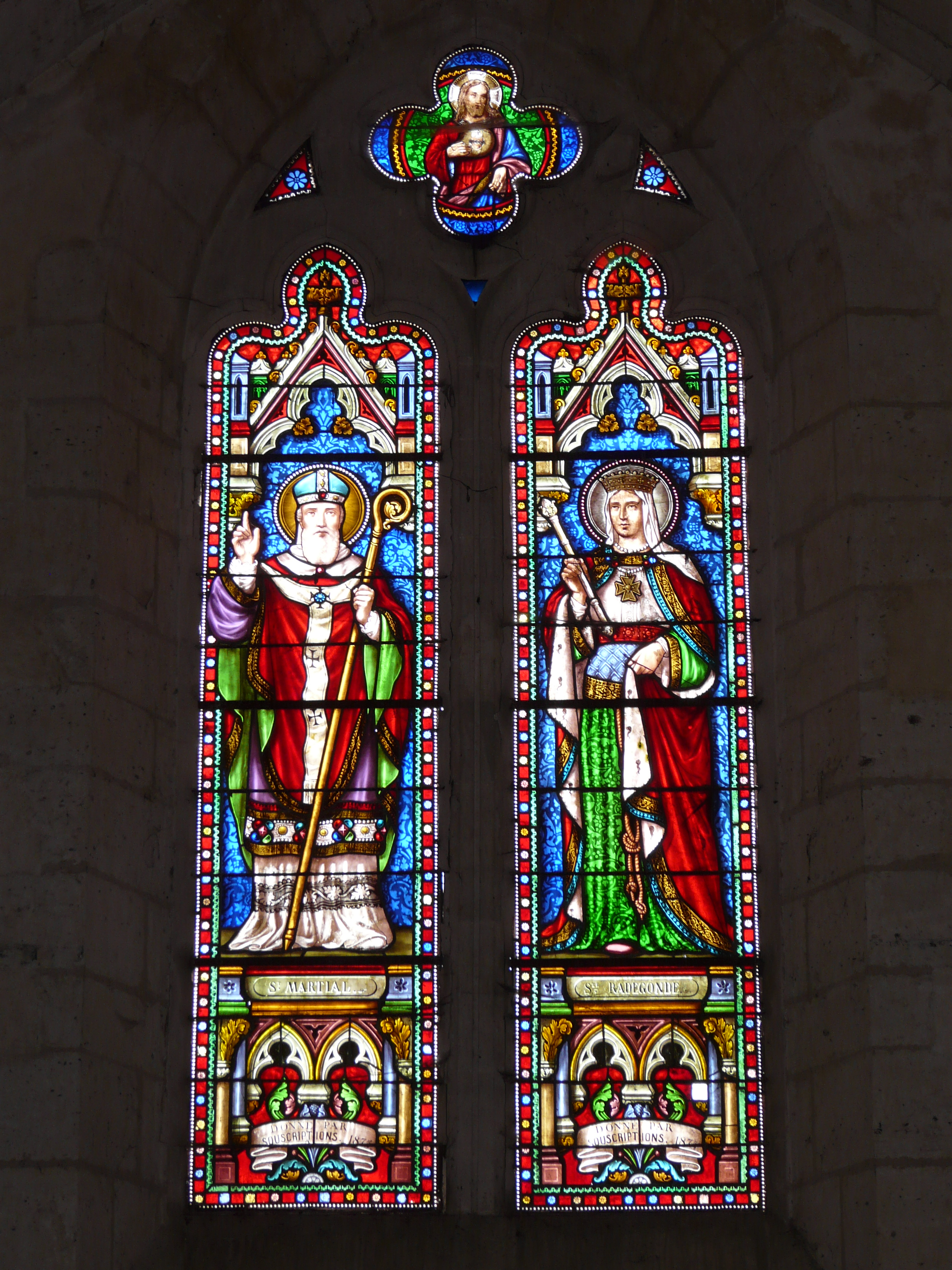
Buntglasfenster in Saint-Martial mit Saint Martial und Sainte Radegonde
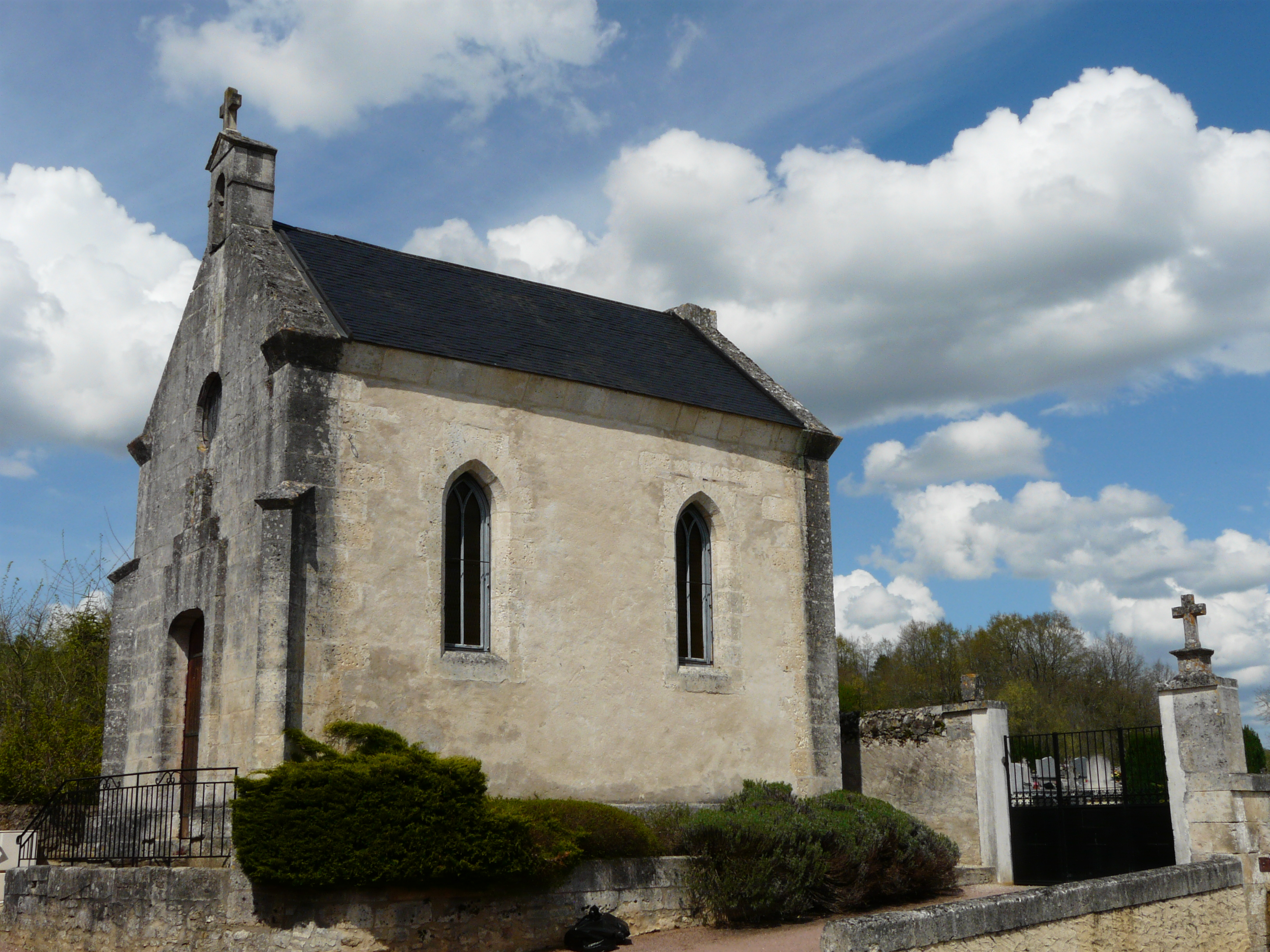
Friedhofskapelle in Villars
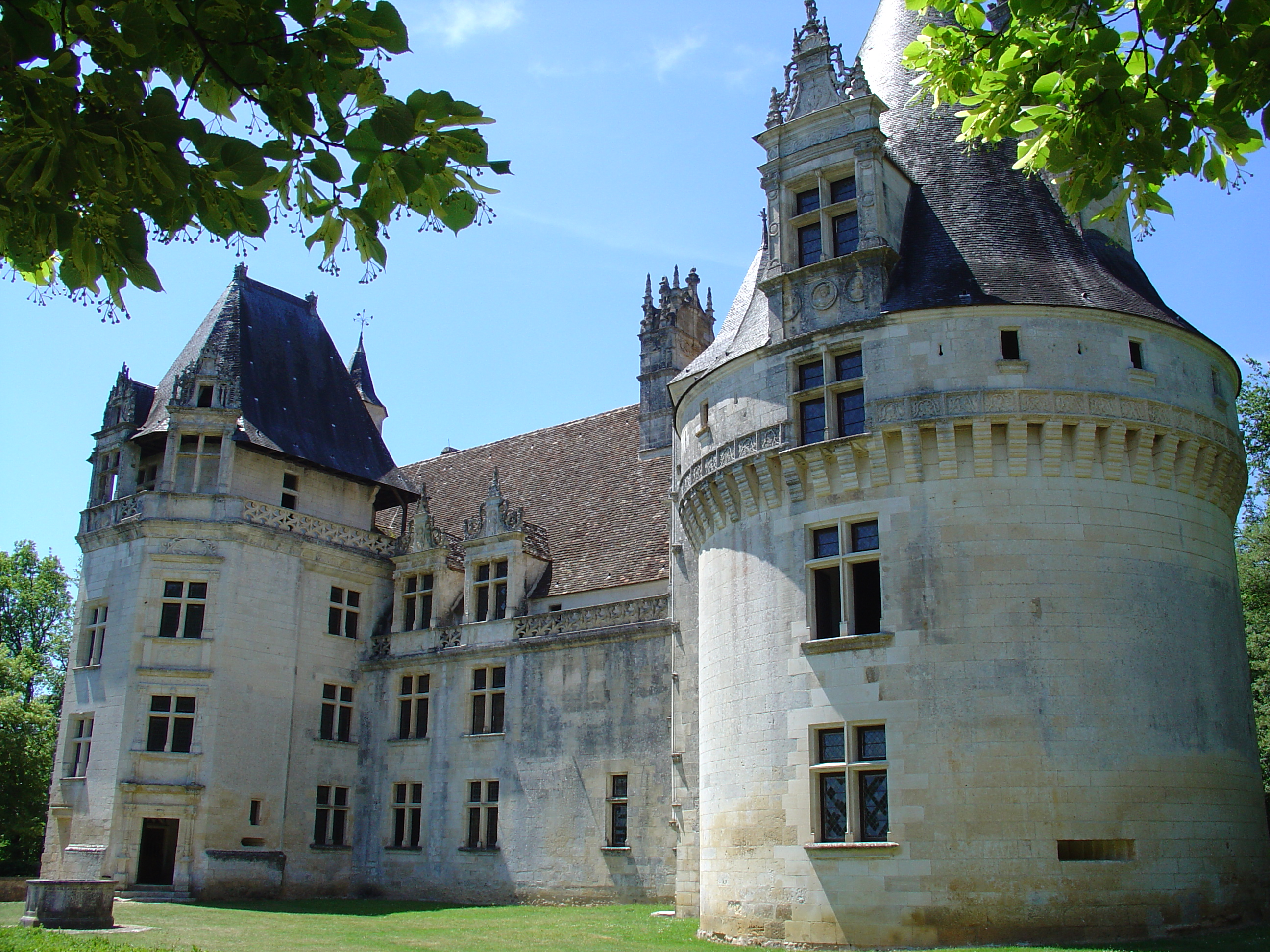
Schloss Puyguilhem
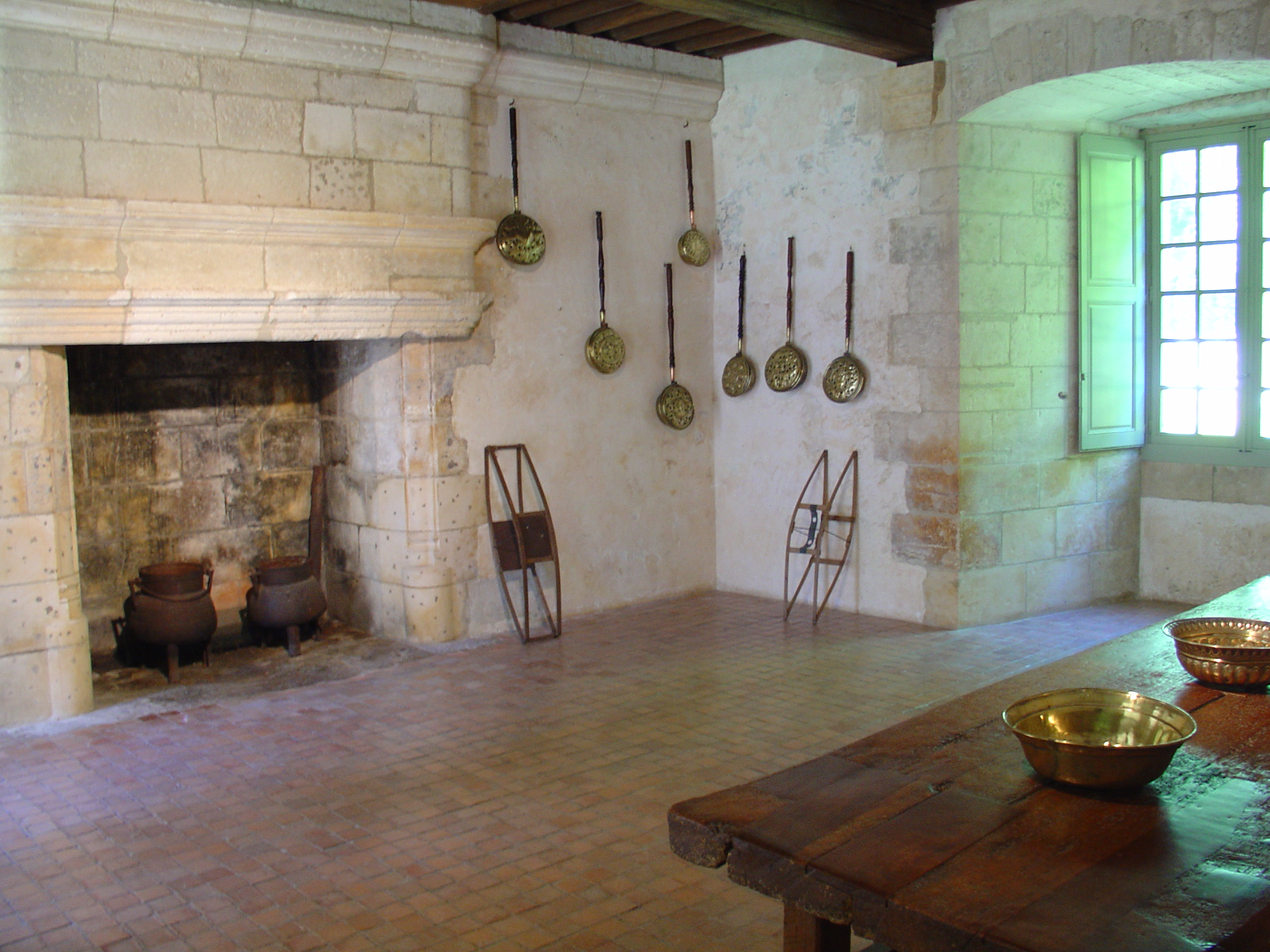
Küchensaal im Schloss Puyguilhem
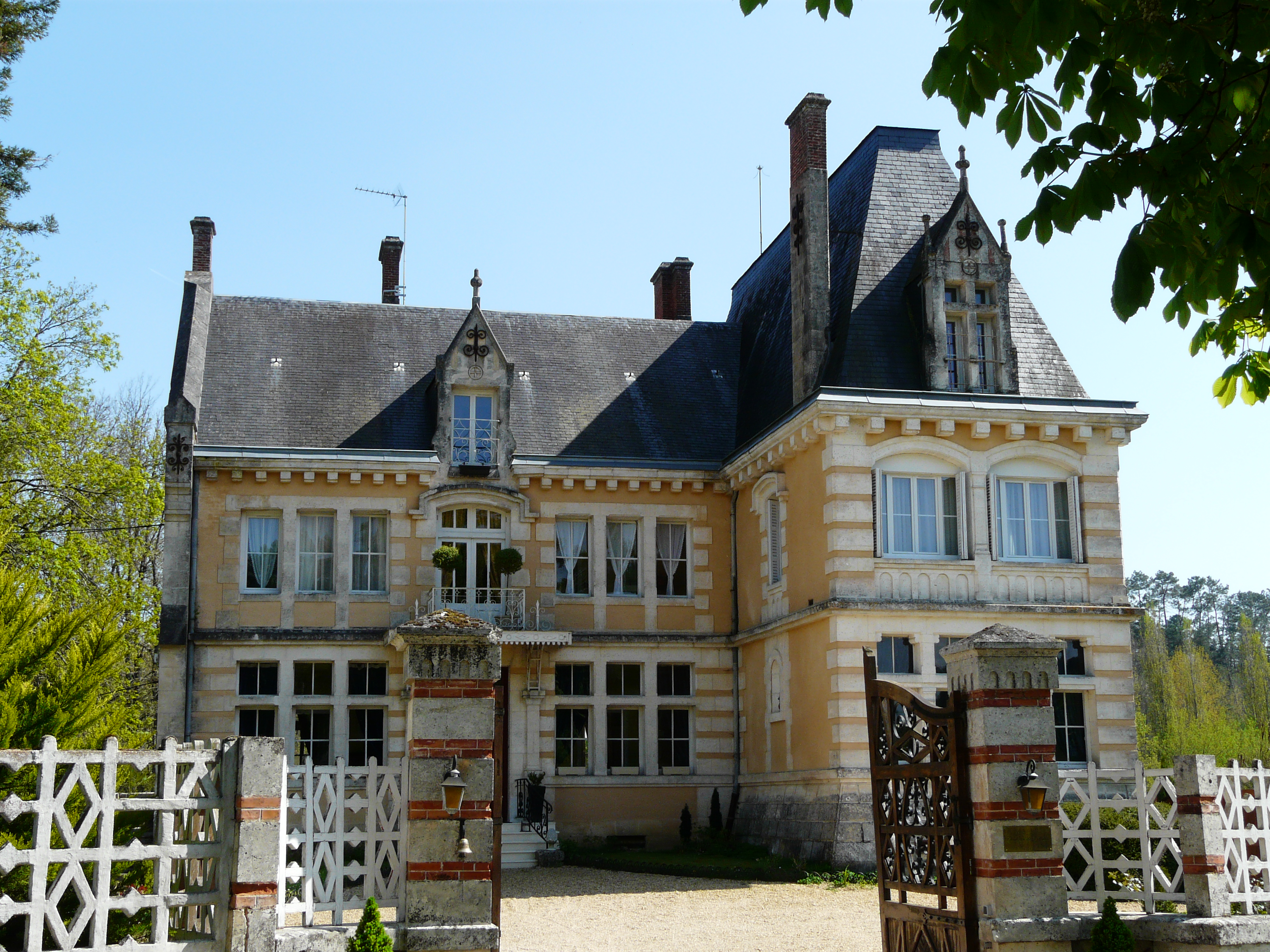
L'Archerie, kleines Schloss in Villars
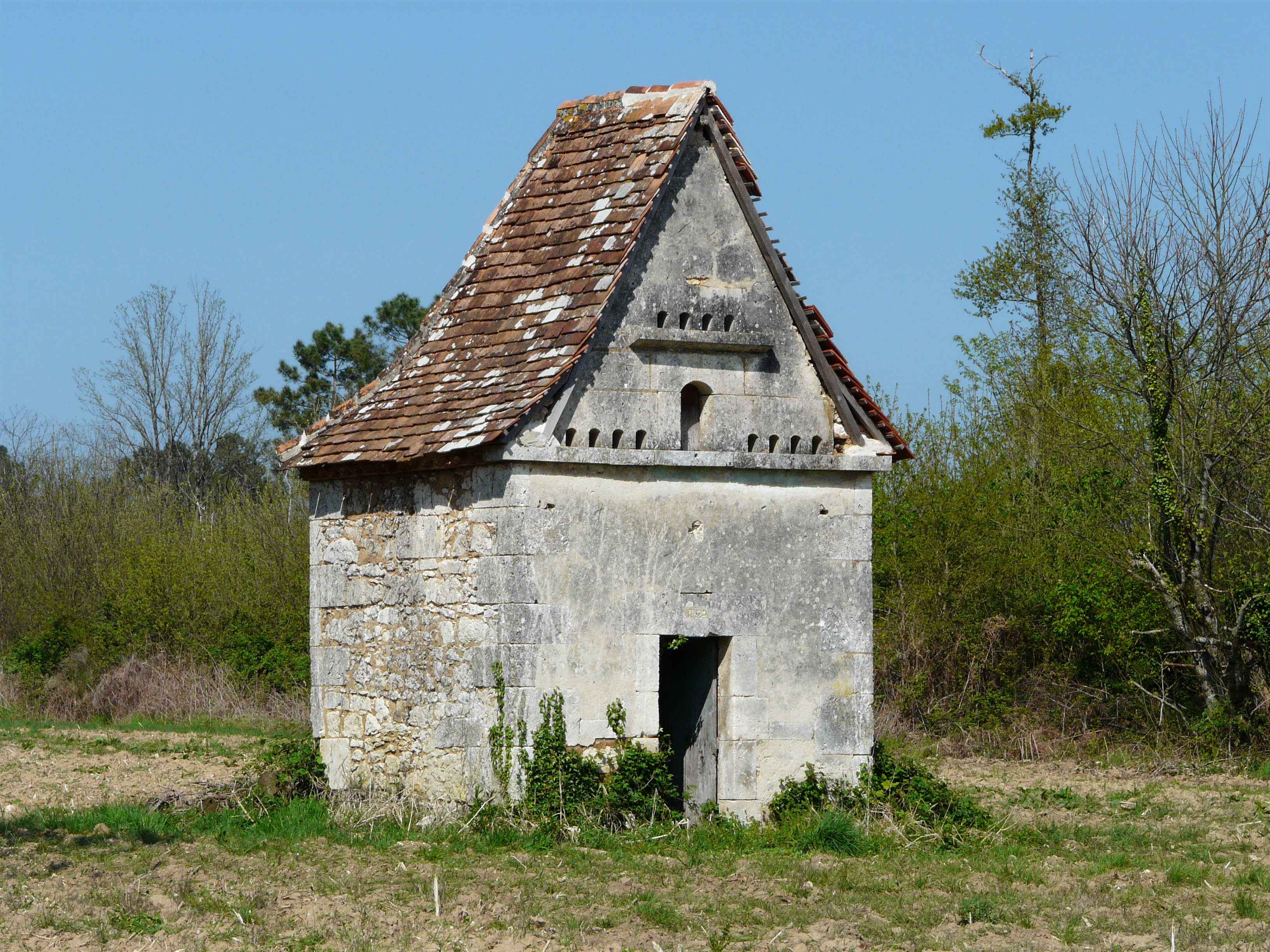
Taubenturm von La Barbinie
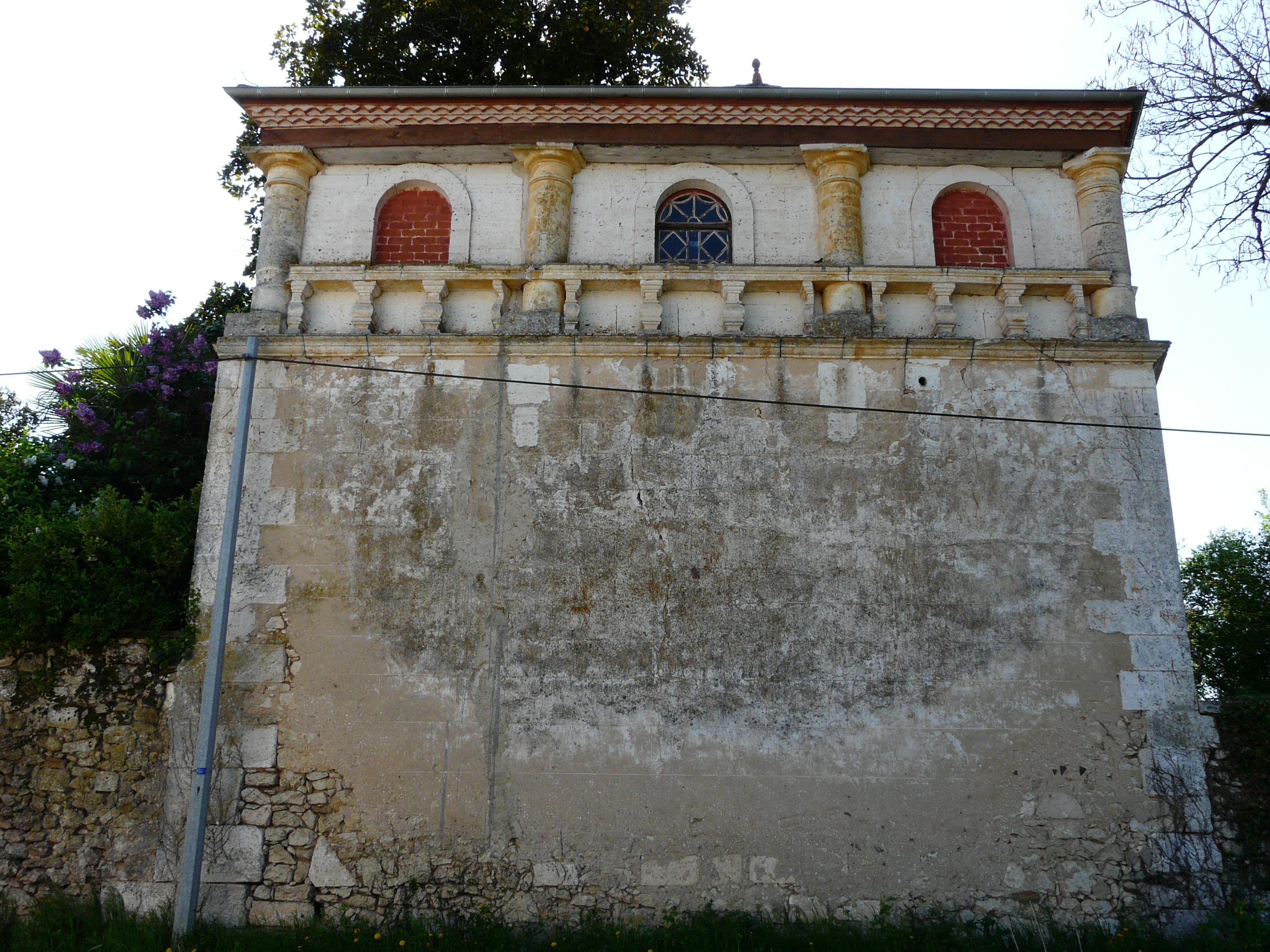
Rückzugsraum von La Barbinie
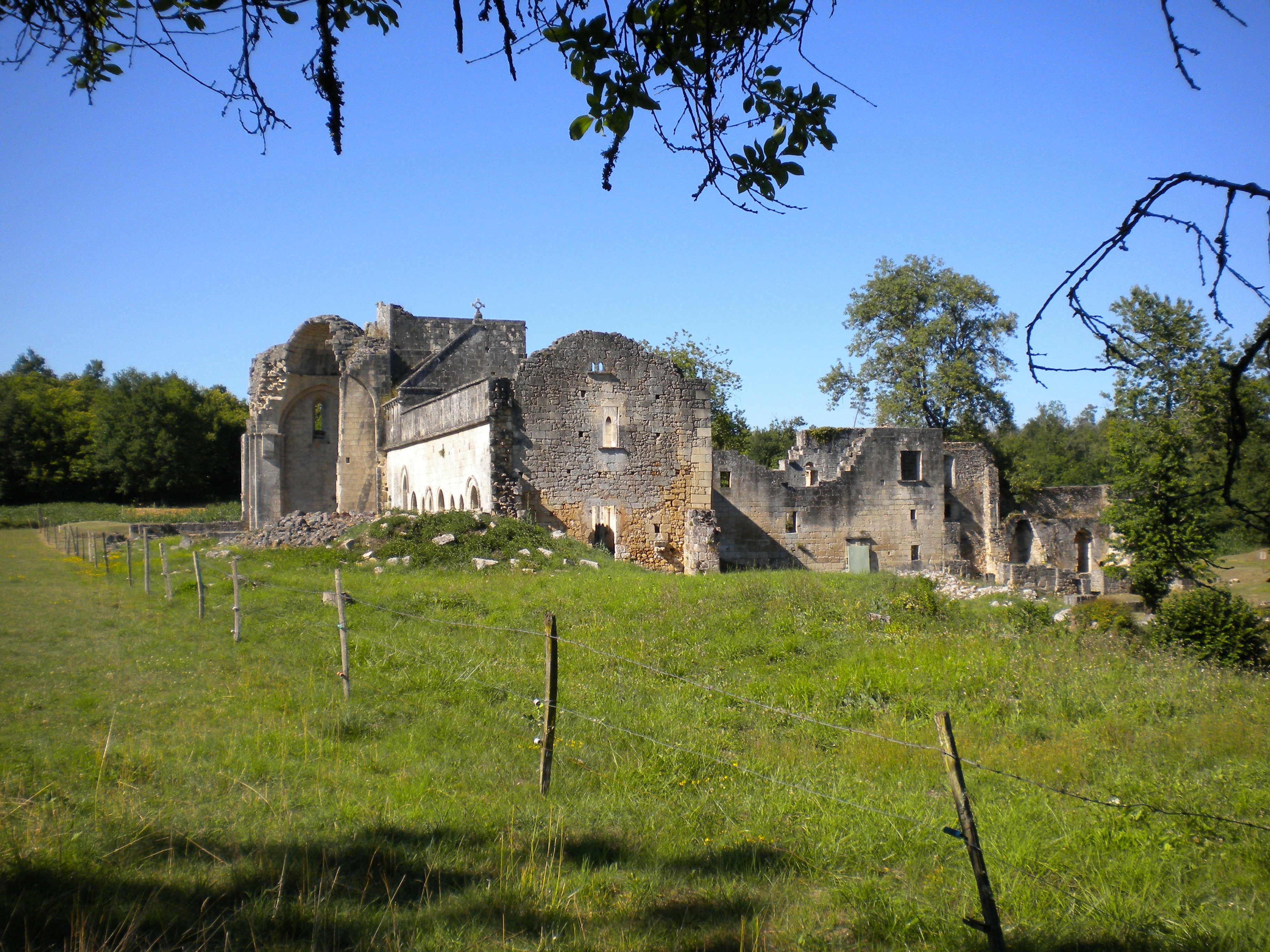
Die zerstörte Zisterzienserabtei Boschaud von Südwesten
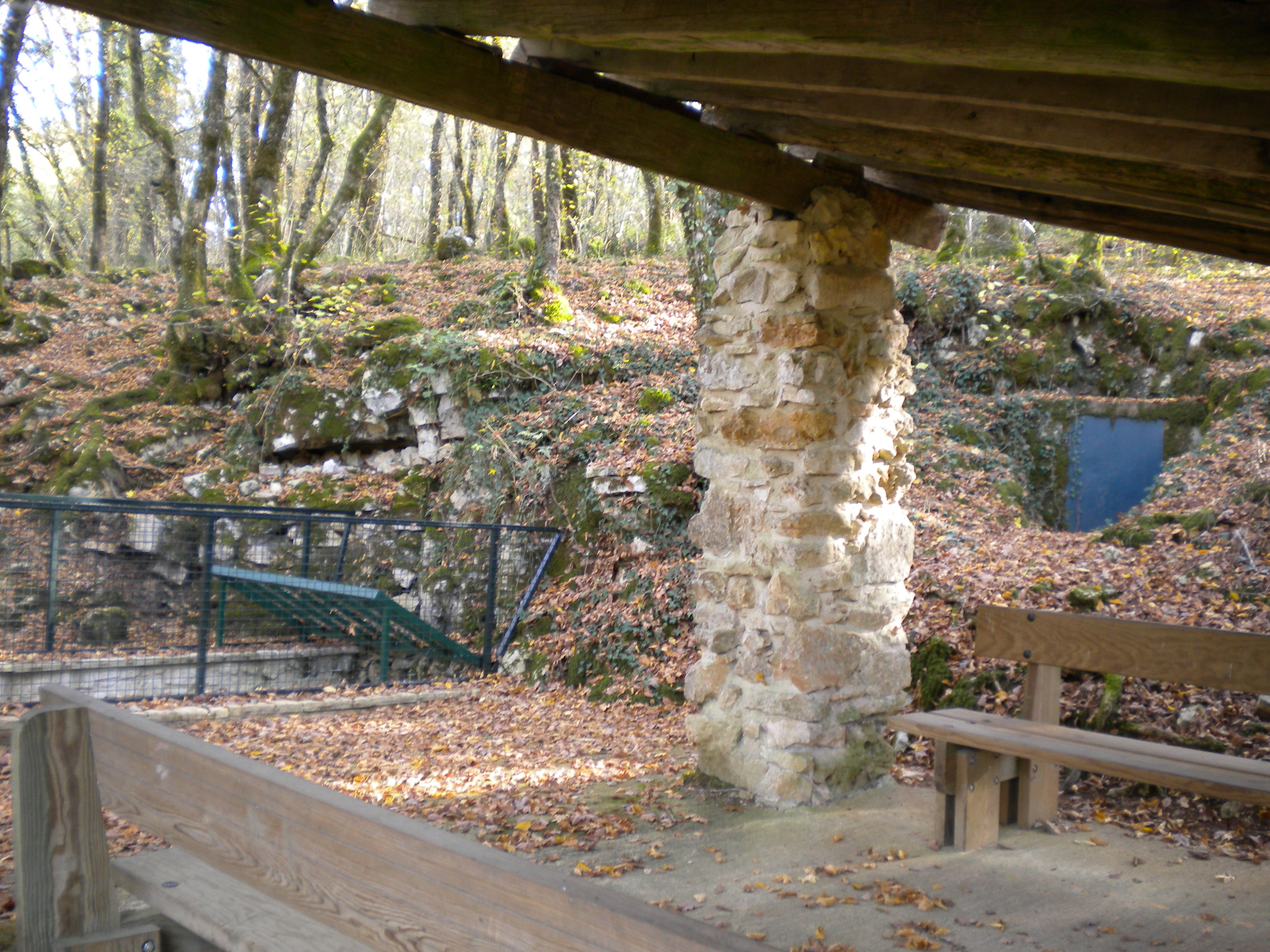
Eingänge zur Höhle von Villars